# 뉴튼 보이즈
《뉴튼 보이즈》(영어: The Newton Boys)는 1998년에 개봉한 미국의 범죄 코미디 드라마 영화이다. 미국 역사상 최고의 은행털이로 명성을 떨쳤던 4인조 뉴턴 갱의 실화를 영화화하였다.

## 출연진
- 매슈 매코너헤이 - 윌리스 뉴턴 역
- 스키트 얼리치 - 조 뉴턴 역
- 이선 호크 - 제스 뉴턴 역
- 빈센트 도노프리오 - 와일리 “독” 뉴턴 역
- 드와이트 요컴 - 브렌트우드 “브렌트 글래스” 글래스콕 역
- 클로이 웹 - 에이비스 글래스콕 역
- 게일 크로나워 - 마 뉴턴 역
- 줄리애나 마귤리스 - 루이즈 브라운 역
- 앤 스테드먼 - 매들린 역
- 루 템플 - 종업원 역
- 찰스 거닝 - “슬림” 역
- 데이비드 젠슨 - 윌리엄 페이히 역
- 보 홉킨스 - FBI 요원 K. P. 올드리치 역
- 루크 애스큐 - 슈메이커 서장 역
- 론 더록스트라 - 머리 역

## 우리말 녹음
KBS 성우진 (2001년 12월 23일)
- 홍시호 - 윌리스 뉴턴(매슈 매코너헤이)
- 김일 - 제스 뉴턴(이선 호크)
- 김영진 - 독 뉴턴(빈센트 도노프리오)
- 김우정 - 조 뉴턴(스키트 얼리치)
- 함수정 - 루이즈 브라운(줄리애나 마귤리스)
- 최흘 - 슈메이커(루크 애스큐)
- 정기항 - 재판장(로스 시어스)
- 조동희 - 머리(론 더록스트라)
- 임은정 - 에이비스(클로이 웹)
- 이연희 - 뉴턴 형제의 어머니(게일 크로나워) / 매들린(앤 스테드먼)
- 김준 - 슬림(찰스 거닝)
- 강구한 - 올드리치(보 홉킨스)
- 최병상 - 페이히(데이비드 젠슨) / 웨이터(루 템플)
- 서광재 - 브렌트우드(드와이트 요컴)
- 전유정 - 루이스(베킷 그레멀스) / 캐서린(제니퍼 미리엄)